# RFL Championship 1984-85
El Championship de 1984-85 fue la 90.º edición del torneo de rugby league más importante de Inglaterra.

## Formato
Los equipos se enfrentaron en formato de todos contra todos en condición de local y de visitante, el equipo que terminó en la primera posición al finalizar el torneo se coronó campeón, mientras que los últimos cuatro equipos descendieron.
Se otorgaron 2 puntos por cada victoria, 1 por el empate y 0 por la derrota.

## Desarrollo

### Tabla de posiciones
| Pos. | Equipo               | Encuentros | Encuentros | Encuentros | Encuentros | Tantos | Tantos | Tantos | Puntos |
| Pos. | Equipo               | PJ         | PG         | PE         | PP         | F      | C      | Dif    | Puntos |
| ---- | -------------------- | ---------- | ---------- | ---------- | ---------- | ------ | ------ | ------ | ------ |
| 1    | Hull Kingston Rovers | 30         | 24         | 0          | 6          | 778    | 391    | +387   | 48     |
| 2    | St Helens RFC        | 30         | 22         | 1          | 7          | 920    | 508    | +412   | 45     |
| 3    | Wigan Warriors       | 30         | 21         | 1          | 8          | 720    | 459    | +261   | 43     |
| 4    | Leeds Rhinos         | 30         | 20         | 1          | 9          | 650    | 377    | +273   | 41     |
| 5    | Oldham RLFC          | 30         | 18         | 1          | 11         | 563    | 439    | +124   | 37     |
| 6    | Hull FC              | 30         | 17         | 1          | 12         | 733    | 550    | +183   | 35     |
| 7    | Widnes Vikings       | 30         | 17         | 0          | 13         | 580    | 517    | +63    | 34     |
| 8    | Bradford Northern    | 30         | 16         | 1          | 13         | 600    | 500    | +100   | 33     |
| 9    | Featherstone Rovers  | 30         | 15         | 0          | 15         | 461    | 475    | −14    | 30     |
| 10   | Halifax RLFC         | 30         | 12         | 2          | 16         | 513    | 565    | −52    | 26     |
| 11   | Warrington Wolves    | 30         | 13         | 0          | 17         | 530    | 620    | −90    | 26     |
| 12   | Castleford Tigers    | 30         | 12         | 1          | 17         | 552    | 518    | +34    | 25     |
| 13   | Barrow Raiders       | 30         | 9          | 1          | 20         | 483    | 843    | −360   | 19     |
| 14   | Leigh Centurions     | 30         | 8          | 2          | 20         | 549    | 743    | −194   | 18     |
| 15   | Hunslet RLFC         | 30         | 7          | 1          | 22         | 463    | 952    | −489   | 15     |
| 16   | Workington Town      | 30         | 2          | 1          | 27         | 297    | 935    | −638   | 5      |

|  | Campeón.                      |
|  | Desciende a segunda división. |

| Bandera de Inglaterra        |
| Campeón Hull Kingston Rovers |
| Quinto título                |